# Madruzzo olasz nemesi család
A Madruzzo család olasz nemesi család, amelynek ősi székhelye a trentinói Nanno és Denno volt Nonsbergben. A család a nevét az 1452-ben szerzett birtokáról, a Lasinóban lévő Castello Madruzzóról kapta.
A Madruzzok a kora újkorban négy trentói hercegpüspököt és Trentino uralkodóit adták, ezzel európai szinten is bizonyos jelentőségre szert téve a birodalom és a pápa között.

## A család története
A Madruzzo család eredetileg az észak olaszországi Trentinóban (Trentino-Alto Adige régió Észak-Olaszországban) található birtokairól, Nanno és Denno (az utóbbi kastély mára már eltűnt) után nevezte el magát. A család első történelmileg azonosítható képviselője Roberto signore di Nanno volt, aki egy 1217. július 23-i oklevélben a Val di Non-i Appiano grófok vazallusaként szerepelt.
Madruzzo kastélya és birtoka (Lasino-ban, a Valle dei Laghi-ban, a Trentóból a Garda-tóhoz vezető úton) eredetileg a di Madruzzo nemesi családé volt. A 14. század közepe táján a Madruzzo család egyik lánytagja férjhez ment egy Denno-Nanno nevű urasághoz, miáltal a család először szerzett földet Madruzzo területén. Később, miután a Madruzzo család 1380-ban kihalt, a Madruzzo-kastély más örökösökre szállt, majd 1447-ben Aliprando, Guglielmo di Denno-Nanno fia sikeresen megszerezte a kastélyt. Bátyja, Giovanni di Nanno († 1469 előtt) 1452-től szintén Madruzzo urának nevezte magát. Ő volt Madruzzo, Calavino és Lasino "Sindaco" (polgármestere) is. Leszármazottai 1475-től kezdve főként Madruzzóról nevezték el magukat. Fia, Federico von Nano, Madruzzo ura, 1487-ben I. Miksa német római király csapatainak parancsnoka volt Velence ellenében. 
A 16. században Castel Toblino is a Madruzzo családhoz került, egy régi püspöki hűbérbirtok, amely a Madruzzo család püspökeinek kedvelt nyári rezidenciája lett. Majd Isabelle de Challant (1531-1596), Giovanni Frederico di Madruzzo (1535-1586) felesége révén került a családhoz az Aosta-völgyben található Castello di Issogne is.

## A család fénykora
A Madruzzo család fénykora Giovanni Gaudenzio Madruzzóval, Federico fiával kezdődött. Ő V. Károly császár szolgálatában szerzett katonai hírnevet és bárói rangot. Károly testvére, I. Ferdinánd titkos tanácsának tagja és fiainak udvarmestere volt. Giovanni Gaudenzio Madruzzót közeli barátja, Bernhard von Cles bíboros, trentói hercegpüspök többek között a wormsi diétára (1521) küldte.
Fia,Cristoforo Madruzzo (1512-1578) 1539-ben lett Trento hercegpüspöke és így Trentino uralkodója. Ezt a pozíciót a család több mint egy évszázadon keresztül tölthetett be, megalapozva hatalmi pozíciójukat. Cristoforo a tridenti zsinat házigazdája és fontos teológusa volt. A Német-római Birodalomhoz és a császárokat adó Habsburg-házhoz, valamint az itáliai kultúrkörhöz való tartozás (többek között a Kúria bíborosaként) a trentói hercegpüspököknek közvetítő szerepet is szánt, amiből a család jelentősége nőtt. 1543-ban ő lett Brixen hercegpüspöke is. 1556-ban II. Fülöp spanyol király Cristoforót a Milánói Hercegség kormányzójává nevezte ki. Ezt a tisztséget 1567-ig viselte, ekkor lemondott trentói püspöki székéről is unokaöccse, Giovanni Ludovico Madruzzo (1532-1600) javára, aki 1550 óta örökösödési joggal koadjutor volt, majd halála után unokaöccse, Johann Thomas von Spaur követte őt a brixeni hercegpüspöki székben.
A Madruzzó családot a kor nagyhatalmú nemesi családaival ügyes házassági politika kötötte össze, így például a Mediciekkel, a Fuggerekkel, a Gonzagákkal, az Orsinikkel, valamint az emsi és altemps-i urakkal.

## A Madruzzo-házból származó hercegpüspökök

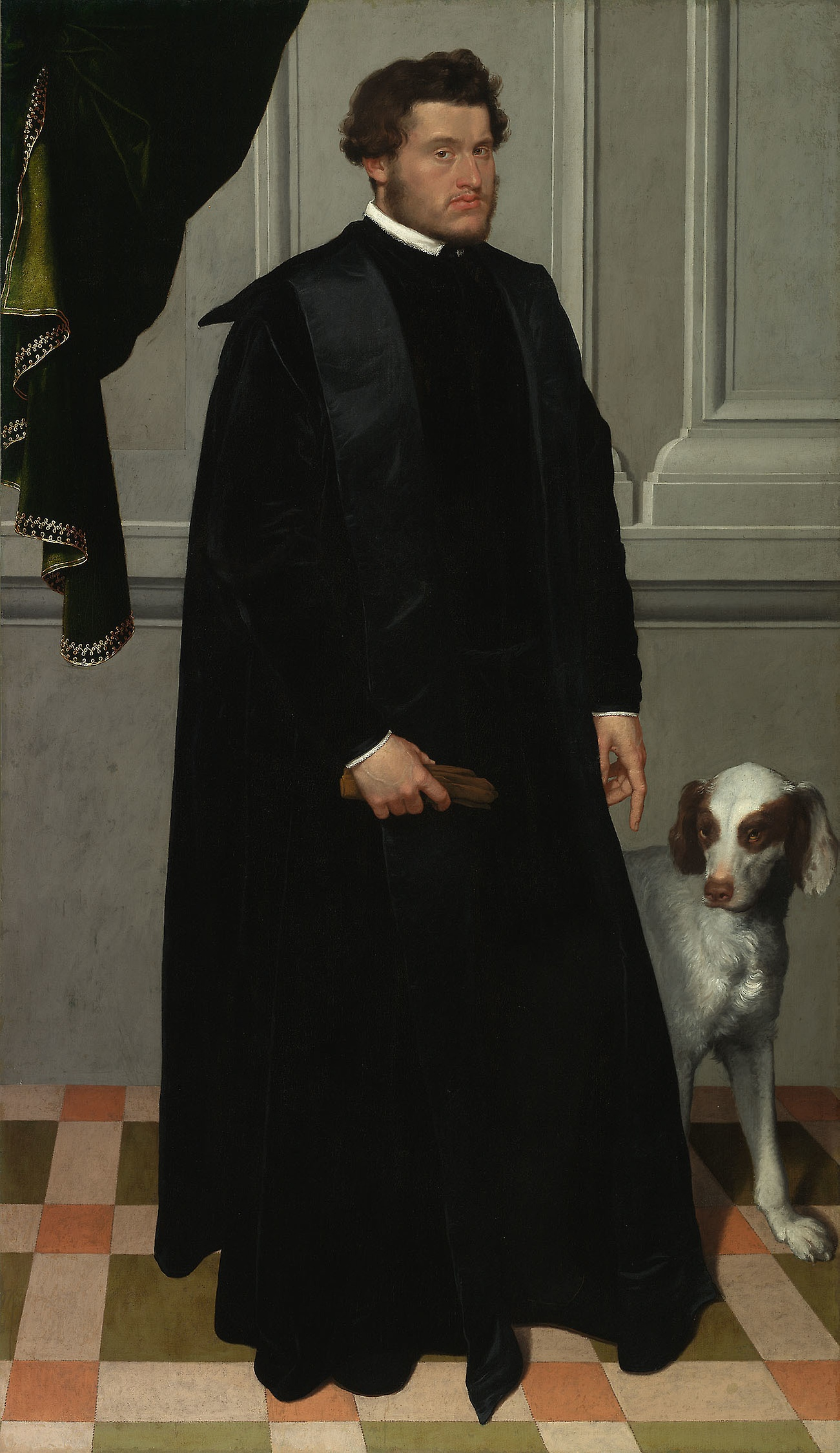
Ludovico Madruzzo (bíboros) - 1567-1600-ig

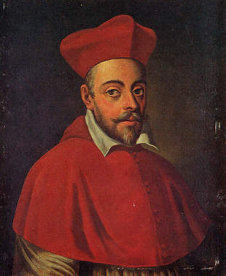
Carlo-Gaudenzio-Madruzzo

- Cristoforo Madruzzo (bíboros) - hivatalban: 1539-1567-ig
- Ludovico Madruzzo (bíboros) - 1567-1600-ig
- Carlo Gaudenzio Madruzzo (bíboros) - 1600-1629-ig
- Carlo Emanuele Madruzzo - 1629-1658-ig

Ludovico Madruzzo bíboros (1532-1600) 1582-ben pápai legátusként részt vett az augsburgi birodalmi gyűlésen és hét pápaválasztáson. Élete nagy részét Rómában töltötte, és ott is halt meg.
Unokaöccse, Carlo Madruzzo (1562-1629) 1600-ban lett utódja Trentóban, majd 1604-ben pedig bíboros. Ő is Rómában halt meg.
A család férfiágon negyedik trentói hercegpüspökével, Carlo Emanuele Madruzzóval (1599-1658) 1658-ban halt ki. A család kihalásának érdekében benyújtott kérvényét, hogy a családot világi státuszba sorolják, a pápa elutasította. Azonban később néhány illusztris leszármazottja mind politikailag, mind tudományosan, a későbbiekben is kiemelkedő szerepet töltött be.
1661-ben a család székhelye:  Castel Madruzzo és a Castello di Issogne  öröklés és házasság útján a Lenoncourt családra, 1691-ben pedig a Del Carretto, Marchesi di Balestrino családra szállt, akiknek 1696-ban egy örökösödési vita után az utóbbit át kellett adniuk az eredeti tulajdonos Challant család egyik vonalának. Castel Nanno a trentinói egyházra szállt.
Az 1685-1726 között élt Andreas Nikolaus Madruzzo (1685-1726), aki egy mellékvonalból származott, elérte, hogy hivatalosan is megerősítsék a család leszármazottjaként, de 1661-ben a család székhelye:  Castel Madruzzo és a Castello di Issogne  öröklés és házasság útján a Lenoncourt családra, 1691-ben pedig a Del Carretto, Marchesi di Balestrino családra szállt, akiknek 1696-ban egy örökösödési vita után az utóbbit át kellett adniuk az eredeti tulajdonos Challant család egyik vonalának. Castel Nanno a trentinói egyházra szállt.
Az 1685-1726 között élt Andreas Nikolaus Madruzzo (1685-1726), aki egy mellékvonalból származott, elérte, hogy hivatalosan is megerősítsék a család leszármazottjaként, de ez a vonal is kihalt a férfiágon 1796-ban.

## A család fő-ágának tagjai
- Carlo Gaudenzio Madruzzo (1562-1629) - trentói herceg-püspök.
- Carlo Emanuele Madruzzo (1599-1658) - trentói herceg-püspök.
- Giovanni Gaudenzio di Madruzzo (1486-1550)
- Nicola di Madruzzo (1508-1572) ⚭ 1530 Lambergi Helene († 1559) ⚭ 1560 Arcoi Gerardina (1499-1551)
- Ferdinando Fortunato di Madruzzo (1534-1556) ⚭ Ursula Margarethe, Hohenemsi grófnő (1536-1608)
- Niccolò IV di Madruzzo
- Giannangelo Gaudenzio Madruzzo, Avio és Brentonico bárója (1562-1618) ⚭ 1562 Caterina Orsini ⚭ 1584 Alfonsina Gonzaga
- Elena di Madruzzo (1564-1627) ⚭ Georg, Nordendorfi Fugger grófja (1564-1627) ⚭ Georg, Nordendorfi Fugger grófja
- Orsola di Madruzzo ⚭ Christoph von Wolkenstein-Rodenegg

Cecilia di Madruzzo († 1633)

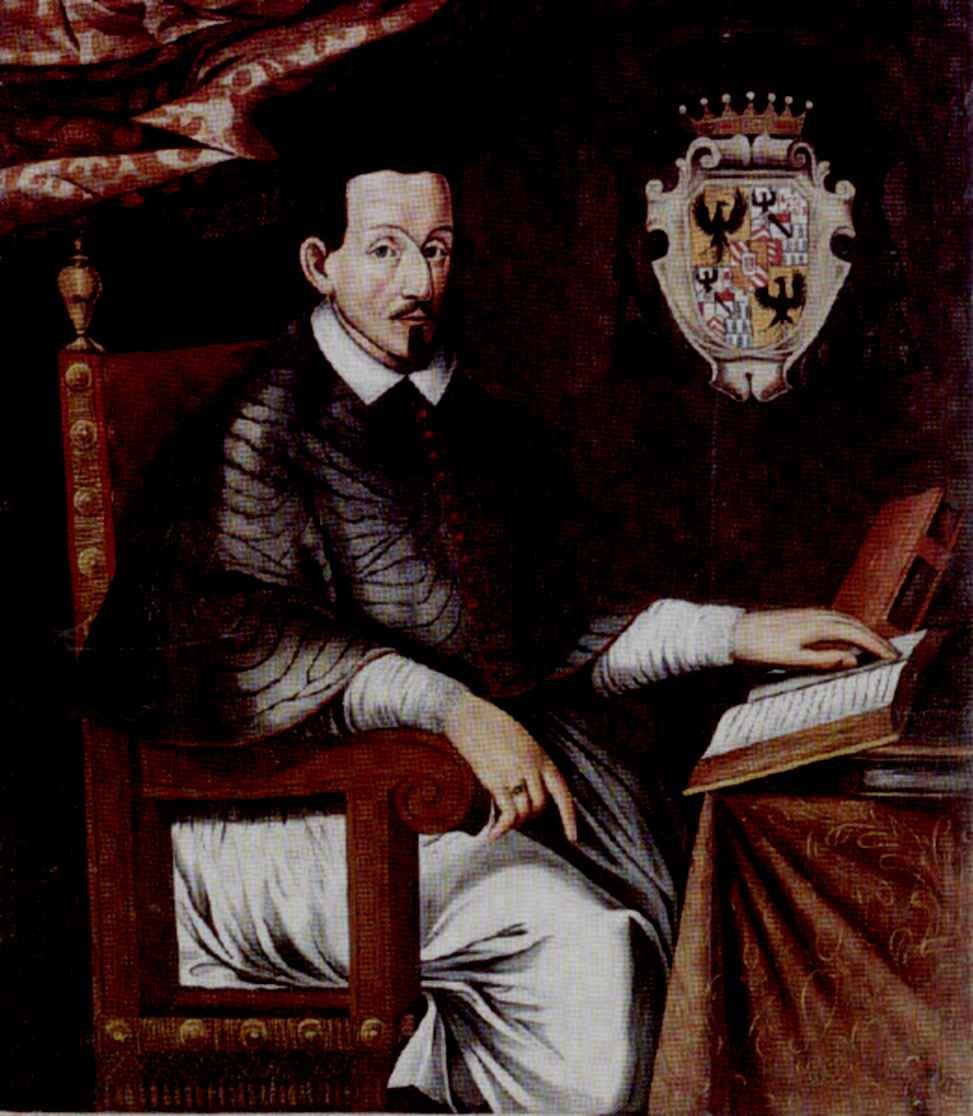
Madruzzo Carl Emanuele

- Giovanni Frederico di Madruzzo (1535-1586) ⚭ 1557 Isabelle de Challant (1531-1596), az Aosta-völgyi Castello di Issogne örököse.
- Emmanuele Renato di Madruzzo († 1614) ⚭ 1596 Emmanuelle Philiberte de Seyssel
- Carlo Emanuele Madruzzo (1599-1658), Challant, Fenis, Avio Aaberg grófja, trentói herceg-püspök.
- Vittorio Gaudenzio Madruzzo († 1631), Challant, Fenis, Avio és Aaberg grófja ⚭ Ersilia d'Adda
- Carlo Gaudenzio Madruzzo (1562-1629) trentói hercegpüspök, bíboros (1604), szmirnai püspök (1595), szabinai püspök (1606).
- Gian Gaudenzio de Madruzzo, Castel Toblinóban
- Cristina de Madruzzo (1563-1624) ⚭ 1581 Claudius of Salm († 1583), ⚭ 1583 Conte di Roussilon
- Gabriele Ferdinando de Madruzzo, Baron di Bauffremont (1564-1507) ⚭ 1598 Bonne de Livron
- Margherita de Madruzzo (1565-1602) ⚭ Delfino Tizzoni Maria Desana grófja Maria Desana
- Caterina de Madruzzo (1570-1623) ⚭ Hannibal Grimaldi, Boglio grófja
- Elena de Bona Madruzzo (1572-1639) ⚭ Prospero Frichignono, Conte di Castellengo e Tronzano
- Eleonora de Madruzzo (1573-1636) ⚭ Carlo Adriano Costa, Polonghera, Arignano e Fortepasso grófja

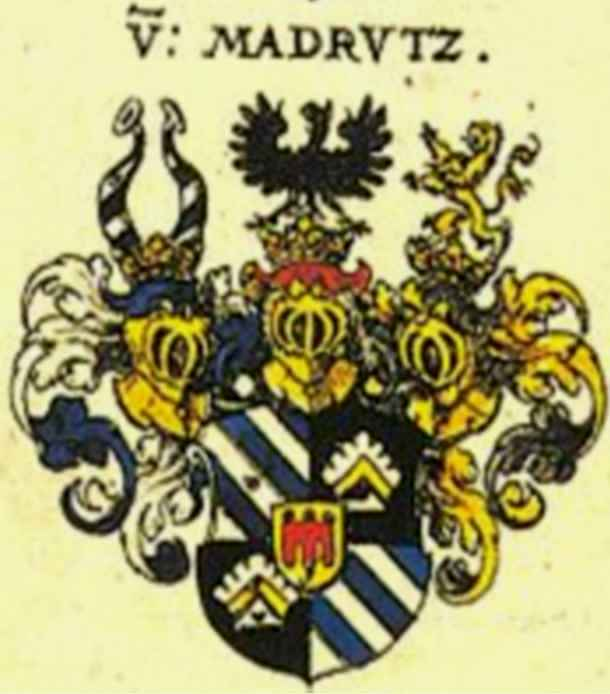
A család címere 1605-ből

- Isabella de Madruzzo ⚭ Guido Conte di San Giorgio
- Madrutz-i Eufémia
- Giovanni Ludovico Madruzzo (1532-1600), trentói hercegpüspök és bíboros.
- Elisabetta di Madruzzo (1538-1592) ⚭ Johann von Wolkenstein-Rodenegg
- Odorico di Madruzzo
- Gaudenzio Madruzzo
- George Madruzzo
- Giulia di Madruzzo ⚭ Leopold, Herberstein bárója
- Eriprando di Madruzzo
- Cristoforo di Madruzzo

- Alessandro di Madruzzo

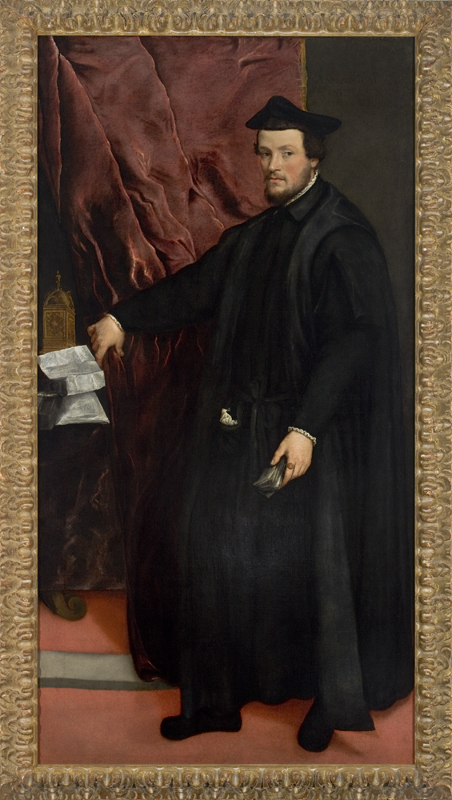
Cristoforo Madruzzo (1512-1578) Trento hercegpüspöke, Trentino uralkodója

- Isabella di Madruzzo ⚭ Johann von Wolkenstein
- Gaudenzio di Madruzzo
- Cristoforo Madruzzo (1512-1578), trentói hercegpüspök, toszkulói püspök és bíboros.
- Eriprando Baron di Madruzzo (1523-1547) ⚭ Maxentia Floriani
- George Madruzzo († 1560)
- Madrutzi Balthasar
- Marta di Madruzzo ⚭ Joseph von Egger
- Katharina von Madrutz († 1551) ⚭ Ulrich zu Spaur és Flavon (1495-1549)
- Johann Thomas von Spaur (1528-1591), brixeni hercegpüspök.
- Christoph Andreas von Spaur (1543-1613) gurki és brixeni püspök.
- Birgitta von Madrutz († 1576) ⚭ 1531 Johann Freiherr zu Trautson Sprechenstein (1509-1589)

## A család címere
A címer negyedelt. Az 1. és 4. mezőben hat ezüst és kék színű ferde sávot ábrázol, ami a Nano család címere, a 2. és 3. mezőben pedig fekete alapon egy vörös szarufával ellátott ezüst ötágú hegyet, a Sparrenberg (Sparemberg) család címere. A középső pajzsban a régi Madruzzo címer látható vörös színben, alsó felében két ezüst karóval.

## Fordítás
Ez a szócikk részben vagy egészben  a   Madruzzo (Adelsgeschlecht) című német Wikipédia-szócikk fordításán alapul.  Az eredeti cikk szerkesztőit annak laptörténete sorolja fel. Ez a jelzés csupán a megfogalmazás eredetét és a szerzői jogokat jelzi, nem szolgál a cikkben szereplő információk forrásmegjelöléseként.